# Sylvia Eder
Sylvia Eder (ur. 24 sierpnia 1965 w Leogang) – austriacka narciarka alpejska, trzykrotna medalistka mistrzostw świata.

## Kariera
Pierwszy raz na arenie międzynarodowej pojawiła się w 1982 roku, startując podczas mistrzostw świata juniorów w Auron. Zdobyła tam srebrny medal w kombinacji, zajmując ponadto czwarte miejsce w zjeździe, siódme w slalomie i ósme w gigancie.
Pierwsze punkty w zawodach Pucharu Świata wywalczyła 8 lutego 1981 roku w Zwiesel, gdzie zajęła 15. miejsce w kombinacji. Pierwszy raz na podium zawodów pucharowych stanęła 18 stycznia 1982 roku w Bad Gastein, kończąc rywalizację w zjeździe na trzeciej pozycji. W zawodach tych wyprzedziły ją jedynie Holly Flanders z USA i Austriaczka Lea Sölkner. W kolejnych startach jeszcze dziesięciokrotnie stawała na podium zawodów PŚ, odnosząc przy tym dwa zwycięstwa: 19 stycznia 1982 roku w Bad Gastein i była najlepsza w zjeździe, a 3 grudnia 1994 roku w Vail triumfowała w supergigancie. Najlepsze wyniki osiągnęła w sezonie 1992/1993, kiedy zajęła 16. miejsce w klasyfikacji generalnej. Ponadto w sezonie 1987/1988 była druga w klasyfikacji supergiganta.
W 1985 roku wystąpiła na mistrzostwach świata w Bormio zdobyła srebrny medal w kombinacji. Rozdzieliła tam Erikę Hess ze Szwajcarii i Tamarę McKinney z USA. Wynik ten powtórzyła podczas rozgrywanych dwa lata później mistrzostwach świata w Crans-Montana, ponownie plasując się między Hess i McKinney. Ponadto zajęła drugie miejsce w supergigancie na mistrzostwach świata w Morioce w 1993 roku, rozdzielając Niemkę Katję Seizinger i Astrid Lødemel z Norwegii. W 1984 roku wystartowała na igrzyskach olimpijskich w Sarajewie, zajmując 13. miejsce w zjeździe i 34. miejsce w gigancie. Na rozgrywanych cztery lata później igrzyskach w Calgary zajęła 12. miejsce w kombinacji i 25. miejsce w supergigancie. Najlepszy wynik olimpijski osiągnęła podczas igrzysk olimpijskich w Albertville w 1992 roku, gdzie była dziewiąta w gigancie. Brała też udział w igrzyskach w Lillehammer w 1994 roku, zajmując 14. miejsce w gigancie i 15. miejsce w supergigancie.
Jej młodsza siostra, Elfi, również była narciarką alpejską.

## Osiągnięcia

### Igrzyska olimpijskie
| Miejsce | Dzień     | Rok  | Miejscowość | Konkurencja | Czas biegu | Strata     | Zwyciężczyni       |
| ------- | --------- | ---- | ----------- | ----------- | ---------- | ---------- | ------------------ |
| 34.     | 13 lutego | 1984 | Sarajewo    | Gigant      | 2:20,98    | +8,05      | Debbie Armstrong   |
| 13.     | 16 lutego | 1984 | Sarajewo    | Zjazd       | 1:13,36    | +1,61      | Michela Figini     |
| 12.     | 21 lutego | 1988 | Calgary     | Kombinacja  | 29,25 pkt  | +63,61 pkt | Anita Wachter      |
| 25.     | 22 lutego | 1988 | Calgary     | Supergigant | 1:19,03    | +3,36      | Sigrid Wolf        |
| 9.      | 19 lutego | 1992 | Albertville | Gigant      | 2:12,74    | +2,31      | Pernilla Wiberg    |
| 15.     | 15 lutego | 1994 | Lillehammer | Supergigant | 1:22,15    | +1,36      | Diann Roffe        |
| 14.     | 24 lutego | 1994 | Lillehammer | Gigant      | 2:30,97    | +5,51      | Deborah Compagnoni |

### Mistrzostwa świata
| Miejsce | Dzień       | Rok  | Miejscowość   | Konkurencja | Czas biegu | Strata     | Zwyciężczyni    |
| ------- | ----------- | ---- | ------------- | ----------- | ---------- | ---------- | --------------- |
| 18.     | 4 lutego    | 1982 | Schladming    | Zjazd       | 1:37,47    | +2,03      | Gerry Sorensen  |
| 11.     | 3 lutego    | 1985 | Bormio        | Zjazd       | 1:26,96    | +2,33      | Michela Figini  |
| 2.      | 4 lutego    | 1985 | Bormio        | Kombinacja  | 18,72 pkt  | +15,70 pkt | Erika Hess      |
| DSQ1    | 6 lutego    | 1985 | Bormio        | Gigant      | 2:18,53    | -          | Diann Roffe     |
| 12.     | 9 lutego    | 1985 | Bormio        | Slalom      | 1:29,58    | +2,78      | Perrine Pelen   |
| 2.      | 30 stycznia | 1987 | Crans-Montana | Kombinacja  | 15,32 pkt  | +3,34 pkt  | Erika Hess      |
| 6.      | 1 lutego    | 1987 | Crans-Montana | Zjazd       | 1:43,80    | +1,51      | Maria Walliser  |
| 5.      | 3 lutego    | 1987 | Crans-Montana | Supergigant | 1:19,17    | +1,48      | Maria Walliser  |
| 16.     | 5 lutego    | 1987 | Crans-Montana | Gigant      | 2:21,22    | +4,75      | Vreni Schneider |
| DNF1    | 2 lutego    | 1989 | Vail          | Kombinacja  | 5,65 pkt   | -          | Tamara McKinney |
| 7.      | 29 stycznia | 1991 | Saalbach      | Supergigant | 1:08,72    | +0,69      | Ulrike Maier    |
| 15.     | 2 lutego    | 1991 | Saalbach      | Gigant      | 2:07,45    | +2,55      | Pernilla Wiberg |
| 13.     | 10 lutego   | 1993 | Morioka       | Gigant      | 2:17,59    | +2,84      | Carole Merle    |
| 2.      | 14 lutego   | 1993 | Morioka       | Supergigant | 1:33,52    | +0,16      | Katja Seizinger |

### Mistrzostwa świata juniorów
| Miejsce | Dzień   | Rok  | Miejscowość | Konkurencja | Czas biegu | Strata | Zwyciężczyni      |
| ------- | ------- | ---- | ----------- | ----------- | ---------- | ------ | ----------------- |
| 4.      | 4 marca | 1982 | Auron       | Zjazd       | 1:40,53    | +0,68  | Catherine Quittet |
| 8.      | 5 marca | 1982 | Auron       | Gigant      | 2:35,82    | +4,04  | Michaela Gerg     |
| 7.      | 6 marca | 1982 | Auron       | Slalom      | 1:18,95    | +1,19  | Andreja Leskovšek |
| 2.      | 7 marca | 1982 | Auron       | Kombinacja  | ?          | ?      | Paola Magoni      |

### Puchar Świata

#### Miejsca w klasyfikacji generalnej
- sezon 1980/1981: 51.
- sezon 1981/1982: 21.
- sezon 1982/1983: 24.
- sezon 1983/1984: 18.
- sezon 1984/1985: 26.
- sezon 1985/1986: 18.
- sezon 1986/1987: 19.
- sezon 1987/1988: 24.
- sezon 1988/1989: 27.
- sezon 1989/1990: 28.
- sezon 1990/1991: 17.
- sezon 1991/1992: 19.
- sezon 1992/1993: 16.
- sezon 1993/1994: 26.
- sezon 1994/1995: 27.

#### Miejsca na podium w zawodach
1. Bad Gastein – 18 stycznia 1982 (zjazd) – 3. miejsce
2. Bad Gastein – 19 stycznia 1982 (zjazd) – 1. miejsce
3. Schruns – 21 stycznia 1983 (kombinacja) – 2. miejsce
4. Megève – 28 stycznia 1984 (zjazd) – 3. miejsce
5. Mont-Sainte-Anne – 3 marca 1984 (zjazd) – 3. miejsce
6. Sestriere – 28 listopada 1987 (supergigant) – 3. miejsce
7. Leukerbad – 12 grudnia 1987 (supergigant) – 2. miejsce
8. Lake Louise – 10 marca 1991 (gigant) – 3. miejsce
9. Panorama – 15 marca 1992 (supergigant) – 3. miejsce
10. Cortina d’Ampezzo – 16 stycznia 1993 (supergigant) – 3. miejsce
11. Vail – 3 grudnia 1994 (supergigant) – 1. miejsce